# Chahar Dara (distrikt)
Chahar Dara är ett distrikt i Afghanistan. Det ligger i provinsen Kunduz, i den nordöstra delen av landet, 240 kilometer norr om huvudstaden Kabul. Administrativ huvudort är Chahar Dara.
Distriktet beräknades år 2022 ha cirka 86 000 invånare.